# Шеховићи
Шеховићи је насељено мјесто у граду Горажду, Босна и Херцеговина.

## Становништво
|             | 2013.      | 1991.        | 1981.        | 1971.        |
| Укупно      | 5 (100,0%) | 45 (100,0%)  | 76 (100,0%)  | 62 (100,0%)  |
| Бошњаци     | 5 (100,0%) | 45 (100,0%)1 | 75 (98,68%)1 | 62 (100,0%)1 |
| Југословени | –          | –            | 1 (1,316%)   | –            |

1. 1 На пописима од 1971. до 1991. Бошњаци су пописивани углавном као Муслимани.